# Mark Fynn
Anthony Mark Marriot Fynn (* 16. April 1985 in Harare) ist ein simbabwischer Tennisspieler.

## Karriere
Fynn spielt hauptsächlich auf der ITF Future Tour, aber auch auf der ATP Challenger Tour. Auf der Future Tour gewann er bislang ein Turnier im Doppel in der Türkei.
Fynn trainiert bei den Garanti Koza World of Sports, einer der größten Tennisakademien der Welt in Istanbul.
2015 kam er in ebendort bei den TEB BNP Paribas İstanbul Open als Ersatz zu seinem Debüt auf der ATP World Tour. Mit seinem Partner Fjodor Tscherwjakow unterlag er in der Auftaktrunde den an eins gesetzten Robert Lindstedt und Jürgen Melzer mit 2:6, 2:6.
Seit 2008 spielt Fynn regelmäßig für die simbabwische Davis-Cup-Mannschaft, für die er eine Bilanz von 21:15 hat.
Bei seiner Premiere gegen die Türkei verlor er das bedeutungslose Doppel zum 0:3.
Zuletzt schaffte er 2014 mit der Mannschaft den Aufstieg in die Kontinentalgruppe II.